# Granada Breda M35
La Breda M35 fue la granada de mano estándar del Regio Esercito durante la Segunda Guerra Mundial.

## Descripción
La Breda M35 entró en servicio en 1935, al igual que la SRCM M35 y la OTO M35, representando la nueva generación de granadas de mano con las que el Regio Esercito entró a la Segunda Guerra Mundial.
Era una granada de mano ofensiva, compuesta por una carcasa de aluminio cilíndrica con extremos troncónicos y pintada de rojo, cargada con 63 gramos de trinitrotolueno-binitronaftalina que al detonar lanzaba esquirlas en un radio de 10 m.

## Detalles de diseño
La granada tenía una carcasa cilíndrica con extremos troncónicos, de los cuales el inferior estaba roscado. Esta es de aluminio y contiene la carga explosiva de 63 g de trinitrotolueno-binitronaftalina. La espoleta está formada por el portacarga, el portadetonador con su cápsula fulminante y el portapercutor. Tiene dos seguros, uno compuesto por una lengüeta de goma unida a una lámina metálica con dos brazos, y un seguro automático compuesto por la cubierta, la palanca y la cinta de latón retardante.
Al momento de usarla, se jala de la lengüeta de goma; al lanzarla, la cubierta gira y la cinta retardante se levanta, lanzando la palanca. En este momento la granada está lista para detonar apenas impacte contra el suelo, al vencer la resistencia del resorte del percutor, que será lanzado contra la cápsula fulminante y la hará estallar. 

## Variantes

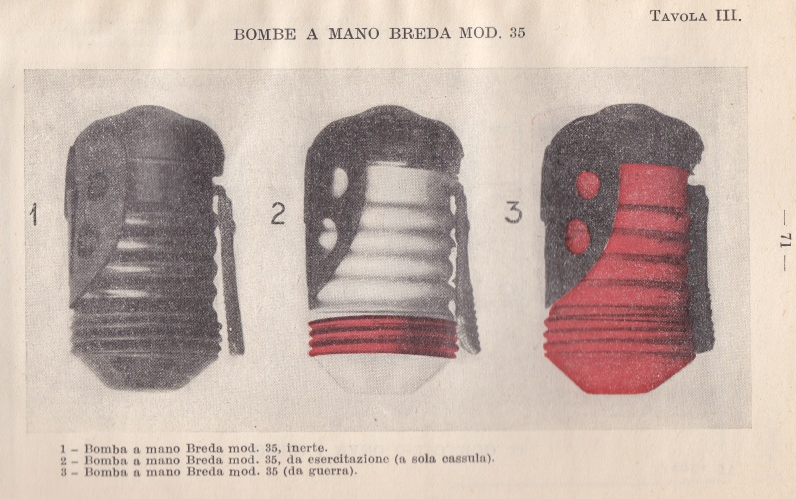
Ilustraciones de granadas Breda M35 en un manual del Regio Esercito. De izquierda a derecha: inerte, de entrenamiento con carga reducida y de guerra.

- "de guerra": carcasa de color rojo.
- "inerte": carcasa de aluminio bruñido.
- "de entrenamiento con carga reducida": carcasa de color blanco con una línea roja.
- Breda M40: se distinguía de la M35 por llevar una carga explosiva de producción local hecha a base de nitrato de amonio, que al ser muy higroscópico, iba en un contenedor estanco.[1]
- Breda M40: No debe confundirse con la anterior. Es una M35 cuya parte superior de la carcasa se prolonga en un mango de madera o baquelita, como las granadas alemanas Modelo 24. Su longitud total es de 214 mm. La cubierta del seguro está sostenida por una palanca, que al momento de soltar el mango es impulsada por un resorte y salta en el aire. La carcasa de la granada puede ser de acero, o de aluminio. A partir de esta variante se desarrolló la granada antitanque Breda M42.

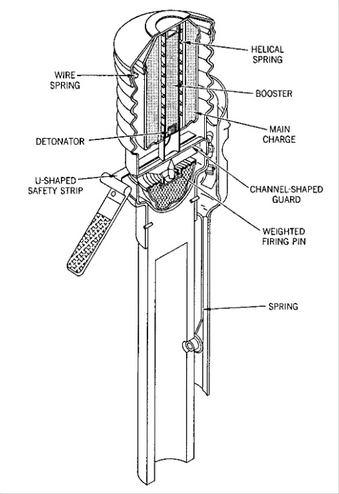
Esquema de la Breda M40.
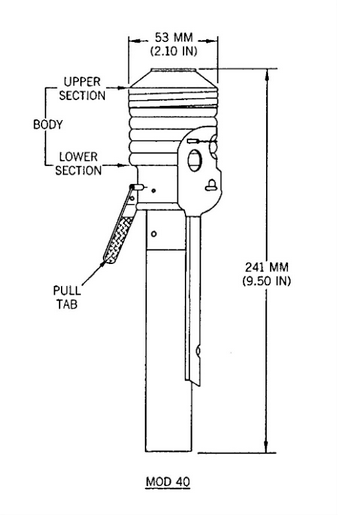
Otro esquema de la Breda M40.